# Cercanías Murcia/Alicante
O actual serviço ferroviário de Cercanías Murcia/Alicante ESP ou Rodalia Múrcia/Alacant VAL, que a Renfe Operadora explora sobre a infra-estrutura da ADIF, possui uma rede que se estende pelas províncias de Múrcia e Alicante, atingindo também uma população limítrofe da província de Almería numa das linhas. Este núcleo percorre 200 km de vias férreas com um total de 26 estações em serviço.

## Operação

### Linhas ferroviárias
Esta rede utiliza as seguintes linhas da rede da ADIF:
- Linha Madrid-Alicante, entre Alicante e Sant Vicent del Raspeig, de via única electrificada até ao novo apeadeiro da Universidade de Alicante e via dupla (uma electrificada e outra não) até Sant Vicent del Raspeig.
- Linha Alicante-Alquerías entre San Gabriel e Alquerías, de via única não electrificada. Utiliza também a linha de via única não electrificada que liga esta linha com a anterior.
- Linha Chinchilla-Cartagena, de via única não electificada, entre Alcantarilla e Múrcia.
- Variante Múrcia-Alquerías, de via dupla não electrificada.
- Linha Múrcia-Águilas da linha de Almanzora, de via única não electrificada.

### Material Circulante
Visto que a rede não está electrificada, excepto a linha C-3, na qual a circulação se realiza pela linha Madrid-Alicante (via única electrificada), o material circulante utilizado são comboios da série 592 da Renfe, com a alcunha de "Camelos". Em 2009 realizou-se a electrificação de toda a linha C-3, o que permitiu aumentar as frequências de passagem dos comboios e introduzir outros mais modernos e acessíveis. Em Abril de 2010 este dadi foi confirmado, já que a Renfe renovou os comboios que prestavam serviço anteriormente, na linha C-3 (série 592 da Renfe) pelas unidades série 447 da Renfe, aumentando o conforto e a segurança.

### Circulações coincidentes
- A linha C-1 partilha a linha com comboios Regional Exprés e comboios Talgo.[4]
- A linha C-2 partilha a linha entre Lorca-Sutullena e Múrcia com comboios Talgo.[5]
- A linha C-3 partilha a linha com comboios Regional e Regional Exprés, Euromed, Altaria, Alvia e Talgo.[6]

### Tarifas
A linha é tarifada por zonas percorridas de 1 a 7, com preços progressivamente maiores e são três os títulos de transporte existentes desde o dia 1 de Janeiro de 2010:
- Bilhete simples (billete sencillo): a viagem tem de ser realizada durante as duas horas seguintes à sua expedição.
- Bilhete de ida e volta: a ida tem de ser realizada durante as duas horas seguintes à expedição do bilhete e a volta pode ser realizada até à finalização do serviço do dia da sua aquisição.
- Abono Mensual: permite realizar duas viagens diárias durante 30 dias.

| Zonas percorridas | Bilhete simples (€) | Bilhete de ida e volta (€) | Abono mensual (€) |
| ----------------- | ------------------- | -------------------------- | ----------------- |
| 1                 | 1,35                | 1,90                       | 27,90             |
| 2                 | 1,50                | 2,20                       | 35,00             |
| 3                 | 2,10                | 3,50                       | 61,00             |
| 4                 | 2,95                | 4,80                       | 70,00             |
| 5                 | 3,55                | 5,80                       | 85,00             |
| 6                 | 4,80                | 7,50                       | 104,00            |
| 7                 | 6,25                | 11,00                      | 127,00            |

De momento não existe nenhum tipo de integração tarifária com os sistemas de transporte de Alicante e Múrcia.

### CIVIS
Os comboios CIVIS são um serviço especial que opera apenas na linha C-1 no qual os comboios apenas param em determinadas estações. Costumam operar em hora de ponta em ambos sentidos, parando nas estações de Múrcia, Orihuela, Callosa de Segura, Elche Carrús/Elx Carrús, Elche Parque/Elx Parc, San Gabriel e Alicante/Alacant.

## Linhas e estações
| Linha | Percurso                                | km  |
| ----- | --------------------------------------- | --- |
|       | Murcia del Carmen - Elche - Alicante    | 76  |
|       | Murcia del Carmen - Lorca - Águilas     | 118 |
|       | Alicante - San Vicente Centro - Villena | 8   |

### Linha C-1 Murcia del Carmen - Alicante
O tempo médio de viagem entre Alicante e Múrcia é de 1h20.

### Linha C-2 Murcia del Carmen - Águilas
O tempo médio de viagem entre Múrcia e Águilas é de 1h50 e entre Múrcia e Lorca de 0h50. Só três comboios por dia percorrem toda a linha, o resto de comboios limitam-se a percorrer o tramo Múrcia-Lorca.
Como curiosidade, esta linha passa pela província de Almería (Andaluzia), parando em Pulpí e Jaravía.

### Linha C-3 Alicante - San Vicente Centro
O tempo médio de viagem entre Alicante e Sant Vicent del Raspeig é de 12 minutos.